# التجمع من أجل بديل للتنمية المتجانسة والمتكاملة
التجمع من أجل بديل للتنمية المتجانسة والمتكاملة (بالفرنسية: Rassemblement pour une Alternative de Développement Harmonieux et Intégré)‏ هو حزب سياسي في جزر القمر.

## التاريخ
في الانتخابات البرلمانية لعام 2015 في جزر القمر، فاز الحزب بمقعد واحد من 24 مقعدًا منتخبًا بشكل مباشر،  مع انتخاب أحمد باسو في ميتساميولي-مبود.